# Artrolept pstry
Artrolept pstry (Arthroleptis variabilis) – gatunek płaza bezogonowego z rodziny artroleptowatych (Arthroleptidae).

## Zasięg występowania
Afryka Subsaharyjska: Kamerun, Republika Środkowoafrykańska, Kongo, Demokratyczna Republika Konga, Gwinea Równikowa, Gabon, Nigeria. Stwierdzenia z Afryki Zachodniej (Liberia, Gwinea, Wybrzeże Kości Słoniowej i Ghana) dotyczą zapewne innego, dotąd nieopisanego gatunku.

## Budowa ciała
Osiąga do 3 cm długości. Na stopach tylnych kończyn ma dobrze rozwinięte, rogowe modzele służące do zagrzebywania się w ziemi. Potrafi dobrze skakać.

## Biologia i ekologia
Występuje zarówno na nizinach, jak i na terenach górskich do wysokości około 1200 m n.p.m. Jest gatunkiem wybitnie lądowym, żyje w lasach bądź na wilgotnych terenach otwartych. W okresie suszy zapada w kilkutygodniowy sen.
Jaja składa do jamek wygrzebanych samodzielnie w ziemi.